# Prestupna sekunda
Prestupna sekunda je podešavanje od jedne sekunde koje se povremeno primenjuje na koordinisano univerzalno vreme (UTC), da se prilagodi razlika između preciznog vremena (merenog atomskim časovnicima) i nepreciznog uočenog solarnog vremena (poznatog kao UT1 i koje varira zbog nepravilnosti i dugotrajnog usporavanja rotacije Zemlje). Vremenski standard UTC, koji se široko koristio za međunarodno merenje vremena i kao referenca za civilno vreme u većini zemalja, koristi precizno „atomsko vreme” i prema tome bi se odvijao ispred posmatranog sunčevog vremena, osim ako se po potrebi ne resetuje na UT1. Prestupna sekunda postoji da bi se omogućilo ovo prilagođavanje.
Pošto brzina Zemljine rotacije varira u zavisnosti od klimatskih i geoloških događaja, UTC prestupne sekunde su nepravilno raspoređene i nepredvidive. Međunarodna služba za rotaciju i referentne sisteme (IERS) odlučuje o umetanju svake UTC prestupne sekunde obično šest meseci unapred, kako bi se osiguralo da razlika između očitavanja UTC i UT1 nikada ne prelazi 0,9 sekundi.
Ova praksa pokazala se remetilačkom u dvadeset prvom veku, a posebno u uslugama koje zavise od preciznog vremenskog žigosanja ili vremenski kritične kontrole procesa. Nadležno međunarodno telo za standarde raspravljalo je o tome da li da nastavi ili ne sa ovom praksom, pri čemu velika većina zemalja podržava njeno ukidanje.

## Istorija
Oko 140 godine, Ptolemej, aleksandrijski astronom, seksagezimalno je podelio srednji solarni dan i pravi sunčev dan do najmanje šest mesta iza heksagezimalne tačke, a koristio je jednostavne frakcije ravnodnevničkog sata i sezonskog sata, od kojih nijedna ne liči na sadašnju sekundu. Muslimanski učenjaci, uključujući al-Birunija 1000-te godine, podelili su srednji sunčev dan na 24 ravnodnevnička sata, od kojih je svaki podeljen seksagezimalno, tj. u jedinice minuta i sekundi, stvarajući time savremenu sekundu kao 1⁄60 od 1⁄60 od 1⁄24 = 1⁄86,400 srednjeg solarnog dana. Sa ovom definicijom, sekunda je predložena 1874. godine kao osnovna jedinica vremena u CGS sistemu jedinica. Ubrzo nakon toga, Sajmon Njukomb i drugi otkrili su da se period rotacije Zemlje nepravilno menja, tako da je 1952. Međunarodna astronomska unija (IAU) definisala sekundu kao deo zvezdane godine. Godine 1995, smatrajući da je tropska godina važnija od zvezdane godine, IAU je redefinisala sekundu kao frakciju 1⁄31,556,925.975 od 1900,0 srednje tropske godine. Međunarodni komitet za tegove i mere je 1956. godine usvojio nešto precizniju vrednost od 1⁄31,556,925.9747 za definiciju sekunde. Isto je učinila Generalna konferencija za tegove i mere 1960. godine, čime je sekunda postala deo Međunarodnog sistema jedinica (SI).
Na kraju se i ova definicija pokazala neadekvatnom za precizna merenja vremena, te je 1967. SI sekunda ponovo redefinisana kao 9,192,631,770 perioda radijacije koju emituje atom cezijuma-133 u prelazu između dva hiperfina nivoa njenog osnovnog stanja. Ta vrednost se podudarala do jednog dela u 1010 sa astronomskom (efemerisnom) sekundom koja je tada bila u upotrebi. To je takođe bilo blizu 1⁄86,400 srednjeg sunčevog dana u proseku između 1750. i 1892. godine.
Međutim, u poslednjih nekoliko vekova, dužina srednjeg sunčevog dana povećavala se za oko 1,4–1,7  po veku, u zavisnosti od vremena usrednjavanja. Do 1961. godine, srednji sunčev dan već je bio milisekundu ili dve duži od 86.400 SI sekundi. Stoga vremenski standardi koji menjaju datum nakon tačno 86.400 SI sekundi, poput Međunarodnog atomskog vremena (TAI), sve više prednjače vremenskom standardu vezanom za srednji sunčev dan, kao što je univerzalno vreme (UT1).

## Zaobilazna rešenja problema prestupne sekunde
Najočiglednije rešenje je upotreba TAI skale za sve operativne svrhe i pretvaranje u UTC za čitljiv tekst. UTC se uvek može izvesti iz TAI-ja uz odgovarajuću tabelu skočnih sekundi, obrnuto je nesigurno. Standardizaciono telo SMTPE video/audio industrije odabralo je TAI za izvođenje vremenskih oznaka medija. IEC / IEEE 60802 (Vremenski senzitivne mreže) specificiraju TAI za sve operacije. Grid automatizacija planira da pređe na TAI radi globalne distribucije događaja u električnim mrežama. Blutut umrežavanje takođe koristi TAI.
Umesto umetanja prestupne sekunde na kraju dana, Gugl serveri implementiraju „skočni bris”, produžujući sekunde malo tokom vremenskog prozora do prelazne sekunde. Amazon je slijedio sličan, ali malo drugačiji obrazac za uvođenje prestupne sekunde 30. juna 2015. godine, što je dovelo do još jednog slučaja proliferacije vremenskih skala. Oni su kasnije proizveli NTP servis za EC2 slučajeve koji obavljaju skočne briseve.
Predloženo je da medijski klijenti koji koriste transportni protokol u realnom vremenu inhibiraju stvaranje ili korišćenje NTP vremenskih oznaka tokom prelazne sekunde, i sekunde koja joj prethodi.
NIST je uspostavio poseban NTP vremenski server za isporuku UT1 umesto UTC. Takav server bi bio posebno koristan u slučaju da ITU rezolucija prođe i da se više ne umeću prelazne sekunde. One astronomske opservatorije i drugi korisnici kojima je neophodan UT1 mogu koristiti UT1 - iako u mnogim slučajevima ti korisnici već preuzimaju UT1-UTC sa IERS, i primenjuju ispravke u softveru.

## Literatura
- Ahuja, Anjana (October 30, 2005). "Savouring the last leap second in history". New Straits Times, p. F10.
- Grossman, Wendy M. (November 2005). "Wait a Second". Scientific American, pp. 12–13.
- Finkleman, David;  . „The Future of Time: UTC and the Leap Second”. American Scientist. 99 (4): 312—319. arXiv:1106.3141 . doi:10.1511/2011.91.1.
- Kamp, Poul-Henning (2011). „The One-Second War”. Communications of the ACM. 54 (5): 44—48. doi:10.1145/1941487.1941505.
- McCarthy, Dennis D. & Seidelmann, P. Kenneth. (2009). TIME From Earth Rotation to Atomic Physics. Weinheim: Wiley-VCH.

## Spoljašnje veze
- „Support for the leap second”. Microsoft Support. 4. 10. 2018.
- Cuomo, Dan (17. 10. 2018). „Leap Seconds for the IT Pro: What you need to know”. Windows Server - Networking Blog.
- Luke, Travis (24. 10. 2018). „Leap Seconds for the AppDev: What you should know”. Windows Server - Networking Blog.